# Цинк-хлорсеребряный элемент
Цинк-хлорсеребряный элемент — первичный химический источник тока, в котором анодом является цинк, катодом — хлористое серебро, электролитом — водный раствор хлорида аммония (нашатыря) или хлорида натрия.
Эти элементы хранятся в сухом виде и активируются путём заполнения пресной или морской водой. Отличаются большим сроком хранения, хорошими характеристиками и способностью к длительной работе — до 300 дней. Применяются для питания аппаратуры на воздушных шарах и океанографических буях, аппаратуры связи, устройств военного назначения и т. п. Могут быть изготовлены батареи мощностью до 2,5 кВт.

## Характеристики
- Удельная энергоёмкость: 15—60 Вт·час/кг
- Удельная энергоплотность: 20—150 Вт·час/дм3
- ЭДС: 1,05 В
- Рабочая температура: от −30 до +60 °С

## История изобретения
В практику этот гальванический элемент введен Де ла Ри в 1868 году для проведения своих опытов с электричеством он построил самую мощную и высоковольтную гальваническую батарею по тем временам. Он использовал 14 000 хлоро-серебряных элементов в своих знаменитых опытах с электрической искрой.